# 6877 Giada
A 6877 Giada (ideiglenes jelöléssel 1994 TB2) a Naprendszer kisbolygóövében található aszteroida. Vincenzo Silvano Casulli fedezte fel 1994. október 10-én.